# C-QUAM
C-QUAM, englisch Compatible QUadrature Amplitude Modulation, ist ein im nordamerikanischen Raum übliches AM-Stereoverfahren zur analogen Übertragung stereofoner Signale über Rundfunksender im Mittelwellenbereich. Es wurde 1979 von Norman Parker und Francis Hilbert bei der Firma Motorola entwickelt und zählt in den USA und Kanada zu den im Mittelwellenbereich am meisten verwendeten AM-Stereoverfahren.

## Verfahren
Ähnlich wie bei anderen analogen Stereoübertragungsverfahren ist C-QUAM zu Monorundfunkempfängern kompatibel. Herkömmliche Mittelwellenempfangsgeräte mit Amplitudendemodulation empfangen weiterhin ein Monosignal, für den Empfang des Stereosignals ist ein C-QUAM-taugliches Empfangsgerät notwendig.
Ein Stereosignal besteht allgemein aus zwei getrennten Signalen: dem linken (L) und rechten (R) Audiokanal. Im Sender werden bei C-QUAM daraus zwei Hilfssignale durch Summen- und Differenzbildung erzeugt:

I- und Q-Komponente eines C-QUAM-Signals in Basisbandlage; im grau hinterlegten Kreis der zulässige Signalraum

1. {\displaystyle (1+L+R)}
2. {\displaystyle (L-R)}

Das erste Signal (1 + L + R) wird als Summensignal bezeichnet; es stellt das Monosignal dar, welches auch die Kompatibilität zu Monorundfunkempfängern sicherstellt. Das zweite Signal (L − R) wird als Differenzsignal bezeichnet und wird vom C-QUAM-Rundfunkgeräten empfangen.
Diese beiden Hilfssignale werden mittels Quadraturamplitudenmodulation (QAM) auf die I- und um die dazu 90° phasenverschobene Q-Komponente des Trägersignals moduliert. Dem monophonen AM-Signal I wird so ein Zweiseitenbandsignal Q hinzugefügt, dessen unterdrückter Träger in Quadratur zum AM-Träger liegt.
Zur Sicherstellung der Mono-Kompatibilität wird das Summensignal mit einem konstanten Offset versehen, im Summensignal ist dies durch den Summand mit +1 ausgedrückt, welcher zugleich auch die höchste auftretende Amplitude darstellt; die „1“ ergibt in Bandpasslage den nicht unterdrückten Träger, wie er auch bei der traditionellen AM auftritt. Im nebenstehenden Modulationsdiagramm wird durch die Addition der zulässige Signalraum in einen Kreis mit Zentrum um +1 verschoben. Bei Monoempfängern wird mit der Amplitudendemodulation primär das Summensignal (L+R) empfangen. Dieser Anteil ruft eine deutliche Änderung der Amplitude hervor, im nebenstehenden Diagramm bedeutet dies, dass der rot dargestellte Signalvektor sich vertikal bewegt. Das Differenzsignal (L − R) wirkt sich bei QUAM nur gering auf die Amplitude aus (im Diagramm entspricht diese Signalkomponente einen waagrechten Verlauf) und führt primär zu einer Änderung der Phasenlage φ des Trägersignals. Zur Erkennung im Empfangsgerät, ob ein C-QUAM Signal empfangen wird, wird senderseitig dem Differenzsignal ein Pilotton mit 25 Hz hinzugefügt. Bei C-QUAM hat das Differenzsignal keinen Einfluss auf die Trägeramplitude. Damit ist es voll kompatibel.
Im Empfänger wird die geringe Amplitudenmodulation durch Vergleich der Amplitudendifferenz der I- und der Hüllkurvendemodulation gewonnen und mit einem spannungsgesteuerten ZF-Verstärker regeneriert.
C-QUAM-Empfänger sind ähnlich wie Empfänger für Modulation mit unterdrücktem Träger aufgebaut: Die im Empfänger erzeugte und mit dem empfangenen Träger synchronisierte Trägerfrequenz wird zur Demodulation mittels Mischung für die beiden Hilfssignale verwendet (Synchrondemodulation). Aus den so gewonnenen Summen- und Differenzsignal lässt sich wieder das ursprüngliche Stereosignal durch Summen und Differenzbildung für die Ausgabe am Empfangsgerät erzeugen:
{\displaystyle L={\frac {(L+R)+(L-R)}{2}}}
{\displaystyle R={\frac {(L+R)-(L-R)}{2}}}
Dabei wird für das Summensignal die Hüllkurvendemodulation und das Differenzsignal die Synchrondemodulation verwendet.
Für den praktischen Aufbau von C-QUAM-Empfängern sind integrierte Schaltungen wie der MC13022A verfügbar.